# Дарби, Артур
Артур Джон Ловетт Дарби (англ. Arthur John Lovett Darby; 9 января 1876, Честер — 16 января 1960) — британский регбист, серебряный призёр летних Олимпийских игр 1900.
На Играх Дарби входил в сборную Великобритании, которая в единственном матче проиграла Франции со счётом 21:8, получив серебряные медали.